# Virus de la grippe A (H9N2)
Espèce
Classification phylogénétique
- Espèce : virus de la grippe A
  - sous-type H1N1
  - sous-type H1N2
  - sous-type H2N2
  - sous-type H2N3
  - sous-type H3N1
  - sous-type H3N2
  - sous-type H3N8
  - sous-type H5N1
  - sous-type H5N2
  - sous-type H5N3
  - sous-type H5N6
  - sous-type H5N8
  - sous-type H5N9
  - sous-type H6N1
  - sous-type H6N2
  - sous-type H7N1
  - sous-type H7N2
  - sous-type H7N3
  - sous-type H7N4
  - sous-type H7N7
  - sous-type H7N9
  - sous-type H9N2
  - sous-type H10N7

Le sous-type H9N2 du virus de la grippe A fait référence aux types de deux antigènes présents à la surface du virus : l'hémagglutinine de type 9 et la neuraminidase de type 2. Le virus de la grippe A est un virus à ARN monocaténaire de polarité négative à génome segmenté (8 segments) qui appartient au genre Alphainfluenzavirus de la famille des Orthomyxoviridae. Le sous-type H9N2 est l'un des plus présents chez les poulets en Chine, où il est à l'origine de pertes économiques importantes. Il peut être transmis à l'homme, qui peut développer la grippe.
Comme les autres virus grippaux, c'est un virus en bâtonnet avec une nucléocapside à structure dite hélicoïdale et un taille comprise entre 80 et 120 nm. Il présente une enveloppe gluco-lipido-protidique provenant de la membrane plasmique de la cellule hôte et porteuse de spicules de deux types : hémagglutinine (HA) et neuraminidase (NA) qui permet de rompre le pont entre l'acide sialique, cible de l'HA et le reste de la cellule pour la libération virale en fin de bourgeonnement après qu'une cellule a été infectée et a produit de nouveaux virus.

## Généralités
Les virus de la grippe A sont relativement fragiles, réputés sensibles à la chaleur et aux UV qui les inactivent, mais des épidémies sévissent néanmoins durablement dans certains pays chauds tropicaux et équatoriaux, y compris en saison chaude. Leur enveloppe lipidique les rend sensibles aux solvants tel que l'éther et le désoxycholate de sodium et au détergents classiques s'ils sont en contact direct et suffisant avec ces détergents (un bon lavage de mains devrait durer une minute et être soigneux).
Ils semblent en grande partie détruits dans le tube digestif (une partie pourraient survivre provisoirement dans le mucus de l'estomac et passer la barrière de l'estomac (dont le mucus protecteur est riche en acide sialique, acide qui est une des cibles du virus dans l'organisme). Les virus grippaux ne sont pas ou peu retrouvés dans les selles chez l'homme sauf dans le cas de virus HP (hautement pathogènes). La plupart des virus grippaux, à la suite d'une mutation peuvent potentiellement devenir hautement pathogènes et sont pour cette raison suivis par l'Organisation mondiale de la santé (OMS).
La β-propiolactone inactive le virus sans modifier ses propriétés antigéniques; elle est utilisée pour la préparation des vaccins antigrippaux inactivés.

## Épidémiologie
Un monitoring des virus grippaux est en cours en raison d'échanges génétiques possibles avec le H5N1 ou de mutations pouvant les rendre plus pathogènes.
Pour 2008, le dernier cas officiellement confirmé l'a été le 30/12/08 à Hong Kong chez un bébé de 2 mois, né à Hong Kong, dont les parents habitent Shenzhen (Province de Guangdong en Chine).
C'était le 5e cas humain A(H9N2) confirmé à Hong Kong même depuis 1999, mais 6 cas avaient également été confirmés en Chine Continentale en 1998. Tous les patients ont été soignés et ont survécu. L'INVs précise (début janvier 2009) que les épisodes chinois précédent "n’ont pas donné lieu à une transmission interhumaine soutenue".
En 2015, des analyses laissent penser que ce virus peut circuler via des oiseaux sauvages migrateurs de la Chine à l'Alaska